# 2011–2012-es angol labdarúgó-ligakupa
A 2011–12-es Football League Cup, szponzorált nevén Carling Cup, a Football League Cup 52. szezonja volt, az Angol labdarúgó-szövetség kötelékébe tartozó legjobb 92 labdarúgócsapat vehetett részt. A döntőben a Liverpool 2–1-re verte meg a földrajzilag Walesben található Cardiff City csapatát. A találkozókat Angliában a BBC és a Sky Sports közvetítette.

## Góllövőlista
| # | Játékos           | Klub              | Gól |
| - | ----------------- | ----------------- | --- |
| 1 | Jay Rodriguez     | Burnley           | 5   |
| 2 | Ramón Núñez       | Leeds United      | 4   |
| 2 | Jeffrey Schlupp   | Leicester City    | 4   |
| 2 | Rubén Rochina     | Blackburn Rovers  | 4   |
| 5 | Don Cowie         | Cardiff City      | 3   |
| 5 | Luis Suárez       | Liverpool         | 3   |
| 5 | Ryan Lowe         | Bury              | 3   |
| 5 | Marvin Morgan     | Shrewsbury Town   | 3   |
| 5 | Michael Owen      | Manchester United | 3   |
| 5 | Ashley Grimes     | Rochdale          | 3   |
| 5 | Robbie Findley    | Nottingham Forest | 3   |
| 5 | Wilfried Zaha     | Crystal Palace    | 3   |
| 5 | Peter Løvenkrands | Newcastle         | 3   |